# Zaviralec kinaze tarče rapamicina pri sesalcih
Zaviralci kinaze tarče rapamicina pri sesalcih, zaviralci mTOR ali zaviralci mTOR-kinaze so skupina učinkovin, ki zavirajo kinazo mTOR (kinazo tarče rapamicina pri sesalcih) − gre za serin/treonin kinazo, ki spada v družino tako imenovanih PI3K sorodnih kinaz. Kinaza mTOR uravnava celično presnovo, rast in proliferacijo. Najbolj znani predstavniki zaviralcev mTOR so rapalogi (rapamicin oziroma sirolimus in njegovi analogi, na primer everolimus, temsirolimus), ki so v kliničnih raziskavah izkazali protitumorsko delovanje pri različnih vrstah raka.

## Zgodovina
Kinazo mTOR so odkrili leta 1994, kot rezultat raziskovanja mehanizma delovanja rapamicina (sirolimusa). Rapamicin so odkrili leta 1975 v prsti z Velikonočnega otoka v južnem Tihem oceanu. Velikonočni otok se imenuje tudi Rapa Nui, iz česar je izpeljano ime rapamicin. Rapamicin je makrolid, ki ga proizvaja mikroorganizem Streptomyces hygroscopicus ter izkazuje protiglivno delovanje. Kmalu po njegovem odkritju so ugotovili, da deluje tudi imunosupresivno (zavira delovanje imunskega sistema) in kasneje so ga začeli klinično uporabljati kot zaviralca imunskega sistema. V 80-ih letih dvajsetega stoletja so ugotovili, da deluje tudi proti rakavim celicam, vendar mehanizem protirakavega delovanja je nekaj časa ostal nepojasnjen.
V 90-ih letih je prišlo zaradi preučevanja njegovega mehanizma delovanja in odkritja biološke tarče (kinaze mTOR) do znatnega premika v razumevanje tega področja. Ugotovili so, da rapamicin zavira celično proliferacijo in napredovanja celičnega cikla. Raziskovanje zaviranja kinaze mTOR je pridobilo znaten pomen v znanosti ter obrodilo obetavne rezultate.

## Razvoj zaviralcev mTOR
Od odkritja kinaze mTOR je bilo v to področje usmerjenih veliko raziskav z namenom preučitve bioloških učinkov rapamicina in njegovih analogov. Vendar pa so bili rezultati kliničnih raziskav bolj presenetljivi, kot so pričakovali, kar je vplivalo na potek razvoja.
Rapamicin so sprva razvili kot protiglivno učnikovino proti okužbam z glivnimi mikroorganizmi Candida albicans, Aspergillus fumigatus in Cryptococcus neoformans. Čez nekaj let so ugotovili, da rapamicin deluje imunosupresivno in v ta namen so ga začeli uporabljati za preprečevanje zavrnitvenih reakcij po presaditvah organov. Na osnovi izsledkov kliničnih raziskav je rapamicin poleg ciklosporina A postal glavno zdravilo na področju preprečevanja zavrnitev presajenih organov. Sočasna uporaba rapamicina in ciklosporina A je omogočila, da so uporabljeni odmerki slednjega manjši, s čimer so se zmanjšali tudi njegovi neželeni učinki.
V 80-ih letih prejšnjega stoletja so sledile ugotovitve, da ima rapamicin protirakavo delovanje, in sicer da njegovo delovanje ni citotoksično, vendar da deluje citostatično na več vrst raka pri človeku. Razvoj zaviralcev mTOR v zdravljenju raka so v tistih časih omejevale neugodne farmakokinetične lastnosti rapamicina. Kasneje so ugotovili, da je rapamicin učinkovit tudi pri preprečevanju ponovitve stenoze venčnih arterij ter pri zdravljenju nevrodegenerativnih bolezni.

### Zaviralci mTOR prve generacije
Razvoj rapamicina kot protirakavega zdravila je ponovno dobil zagon v 90-ih letih dvajsetega stoletja z odkritjem temsirolimusa, novega topnega derivata rapamicina, ki je v poskusih na živalih izkazal ugoden varnostni profil. Kasneje so razvili še več protirakavih učinkovin na osnovi rapamicina. Med kasnejše derivate rapamicina, ki so jih preučili kot protirakava zdravila v kliničnih preskušanjih, spadajo temsirolimus (CCI-779), everolimus (RAD001) in ridaforolimus (AP-23573). Analogi rapamicina imajo podoben terapevtski učinek kot sam rapamicin, vendar imajo izboljšane hidrofilne lastnosti ter se lahko uporabljajo tako peroralno kot intravensko.
Rapalogi, zaviralci mTOR prve generacije, so v številnih predkliničnih modelih izkazali učinkovitost, vendar pa je njihova klinična uporabnost potrjena s kliničnimi preskušanji le pri nekaj vrstah raka. Raziskave na živalih in klinična preskušanja kažejo, da rapalogi primarno delujejo citostatično in so zato učinkoviti kot zdravila za stabiliziranje bolezni in manj pri doseganju regresije. Stopnje odziva na zdravljenje z rapalogi pri čvrstih tumorjih, kadar se uporabljajo samostojno brez drugih zdravil, so skromne. Za doseganje obsežnejšega protirakavega učinka uporaba rapalogov kot monoterapije ni zadostna.
Drugi razlog omejene učinkovitosti zaviralcev mTOR je obstoj negativne povratne zanke v nekaterih tumorskih celicah; zaviranje kompleksa mTORC1 z rapalogi ne zavre negativne povratne zanke, ki povzroči fosforilacijo in aktivacijo AKT. Te omejitve so vodile v razvoj zaviralcev mTOR druge generacije.

### Rapamicin in rapalogi
Rapamicin in rapalogi (derivati rapamicina) so male molekule s protirakavim delovanjem. Rapalogi imajo ugodnejši farmakokinetični profil v primerjavi s samim rapamicinom, vežejo se pa na enaka vezavna mesta na mTOR in FKBP12.

#### Sirolimus
Sirolimus (ali rapamicin), bakterijski naravni produkt, s citostatičnim delovanjem, se v kombinaciji s kortikosteroidi in ciklosporinom uporablja pri bolnikih po presaditvi ledvice za preprečevanje zavrnitve presajenega organa.  Leta 2012 je ameriški Urad za hrano in zdravila odobril uporabo žilnih opornic, ki sproščajo sirolimus in ki se uporabljajo pri bolnikih z zoženimi (aterosklerotičnimi) venčnimi arterijami.
Sirolimus je izkazal učinkovitost tudi pri zaviranju rasti rakavih celic v poskusih na miških celičnih linijah in v kliničnih preskušanjih na ljudeh.
Sirolimus je izhodiščni zaviralec mTOR, med kasneje razvite učinkovine iz te skupine pa spadajo deforolimus (AP23573), everolimus (RAD001) in temsirolimus (CCI-779).

#### Temsirolimus
Rapamicinski analog temsirolimus (CCI-779) je prav tako necitotoksična učinkovina, ki zavira proliferacijo tumorskih celic. 
Temsirolimus je predzdravilo rapamicina oziroma sirolimusa. Ameriški Urad za hrano in zdravila (FDA) ter Evropska agencija za zdravila (EMA) sta ga odobrila za zdravljenje raka ledvičnih celic. Temsirolimus je bolj vodotopen in se aplicira v obliki intravenskih injekcij.

#### Everolimus
Everolimus je drugi rapamicinski analog. V primerjavi z izhodiščno učinkovino, rapamicinom, je bolj selektiven za delovanje na beljakovinski kompleks mTORC1 in ima manjši učinek na kompleks mTORC2. Everolimus preko zaviranja mTORC1 izkazuje učinek na prekrvljenost tumorjev, poveča število tumor infiltrirajočih limfocitov in izboljša učinkovitost adoptivne celične terapije.
Everolimus je leta 2011 odobril ameriški Urad za hrano in zdravila za zdravljenje napredovalega raka ledvičnih celic pri bolnikih, pri katerih zdravljenje sunitinibom ali sorafenibom ni več uspešno, subependimskega gigantocelularnega astrocitoma (SEGA), povezanega s tuberozno sklerozo (TS), in progresivnih nevroendokrinih tumorjev pankreatičnega izvora. Leta 2012 so odobrili še nadaljnji dve indikaciji, in sicer zdravljenje napredovalega hormonsko pozitivnega, HER2-negativnega raka dojke in zdravljenje SEGA v kombinaciji z eksemestanom pri otrocih in odraslih. Med letoma 2009 in 2011 je prejel everolimus tudi odobritve Evropske agencije za zdravila za zdravljenje napredovalega raka dojke, pankreatičnih nevroendokrinih tumorjev, napredovalega raka ledvičnih celic in SEGA pri bolnikih s tuberozno sklerozo.

#### Ridaforolimus
Ridaforolimus (AP23573, MK-8669) ali deforolimus je rapamicinski analog, ki ni predzdravilo sirolimusa. Kot temsirolimus se uporablja intravensko. V zdravljenju sarkoma so preučevali peroralno obliko (tablete), vendar je prozvajalec v Evropski uniji umaknil vlogo za dodelitev dovoljenja za promet, ker je Evropska agencija za zdravila ocenila, da predloženi podatki ne dokazujejo pozitivnega razmerja med koristmi in tveganji.

#### Umirolimus
Umirolimus je imunosupresivno zdravilo, ki se uporablja za preprečevanje restenoze žil in se vgrajuje v žilne opornice, ki sproščajo učinkovino.

#### Zotarolimus
Zotarolimus je prav tako imunosupresivna učinkovina, ki se uporablja v žilnih opornicah, ki sproščajo učinkovino.

### Zaviralci mTOR druge generacije
Zaviralce mTOR druge generacije imenujejo tudi ATP-kompetitivni zaviralci mTOR. Dvojne zaviralce mTORC1/mTORC2, kot so torin-1, torin-2 in vistusertib, so razvili, da z ATP tekmujejo za vezavo na katalitično vezavno mesto na kinazi mTOR. Zavirajo vse od kinaze odvisne funkcije mTORC1 in mTORC2 ter blokirajo povratno aktivacijo signalne poti PI3K/AKT; po tem se razlikujejo od rapalogov, ki ciljajo le mTORC1. Predstavniki učinkovin iz te skupine so že prešli v fazo kliničnega preskušanja, vendar so razvoj nekaterih, na primer vistusertiba, ustavili. Kot rapalogi tudi zaviralci mTOR druge generacije zavirajo v rakavih celicah pri številnih vrstah raka prevajanje beljakovin, napredovanje celičnega cikla ter angiogenezo. Njihov učinek je pa močnejši.
Teoretično je poglavitna prednost ATP-kompetitivnih zaviralcev mTOR znatno zmanjšanje fosforilacije AKT in s tem boljše zaviranje mTORC1. Obstajajo pa tudi pomanjkljivosti. Njihova učinkovitost pri tumorjih, ki imajo mutacije gena KRAS, je omejena, kar verjetno pomeni, da bi pri zdravljenju teh tumorjev bila potrebna kombinirana terapija. Nadalje izkazujejo tudi potencialno toksičnost.
Pomembne interakcije med signalnima potema mTOR in PI3K so osnova za razvoj dvojnih zaviralcev mTOR/PI3K. Sicer obstajajo učinkovine, ki zavirajo bodisi mTORC1 bodisi PI3K, dvojni zaviralci mTOR/PI3K pa hkrati zavirajo mTORC1, mTORC2in vse katalitične izoforme PI3K. S hkratnim zaviranjem obeh kinaz se zmanjša zvišanje ravni izražanja PI3K, do katerega značilno pride pri zaviranju mTORC1. Vendar pa dvojni zaviralci PI3K/mTOR izkazujejo tudi večjo toksičnost.